# Antonio Mazzi
Don Antonio Mazzi, P.S.D.P. (Verona, 30 novembre 1929), è un presbitero, educatore e attivista italiano, impegnato in attività per il recupero di tossicodipendenti.

## Biografia
Diplomato al liceo del Seminario vescovile di Verona nel 1950, consegue lo studio in Teologia e si laurea in Filosofia all'Università degli Studi di Ferrara. Nella stessa città viene ordinato il 26 marzo 1956 nella congregazione dei Poveri Servi della Divina Provvidenza, fondati da San Giovanni Calabria a Verona nel 1907.

### Opera sociale
Dal 1960 partecipa e presto diviene responsabile di diverse iniziative di assistenza e formazione per giovani: prima la Città del Ragazzo di Ferrara e la Casa di Formazione a Roncà, poi del Centro Giovanile della parrocchia San Filippo Neri, nella borgata romana di Primavalle.
Contemporaneamente, tra il 1962 e il 1965 a Roma e Milano frequenta alcuni corsi di specializzazione di psicologia e psicopedagogia, quindi si trasferisce a Bologna dove studia Psicoanalisi delle istituzioni presso la facoltà di Pedagogia speciale con Andrea Canevaro.
A seguito della legge sull'obiezione di coscienza al servizio militare, nel 1974 ottiene una Convenzione con la Direzione Generale per la Leva (LEVADIFE) del Ministero della difesa in favore degli obiettori di coscienza.
Nel 1975 attua, con la Regione Veneto e l'Università Cattolica del Sacro Cuore di Milano, un programma di iniziative volte a inserire i giovani con disabilità all'interno dei corsi di formazione professionale per normodotati.

### La comunità Exodus
Dal 1979 è direttore dell'Opera don Calabria di Milano in via Pusiano, a ridosso del Parco Lambro. La gravità evidente del fenomeno della tossicodipendenza lo spinge all'ideazione del Progetto Exodus e alla fondazione della Comunità Exodus, che nasce nel 1980 per il recupero di ragazzi tossicodipendenti. Nel 1984 ottiene dal Comune la Cascina "Molino Torrette", che diventerà la sede madre della Comunità e dei Progetti Exodus. Da lì partiranno anche varie altre attività dirette al territorio milanese.
Dal 1997 avvia una serie di iniziative chiamate Tremenda Voglia di Vivere, tra le quali l'Agenda Tremenda, un diario scolastico pubblicato annualmente fino a oggi.

## Attività nei mezzi di comunicazione
Giornalista professionista, fin dall'inizio ha collaborato e collabora con la stampa: Famiglia Cristiana, Corriere della Sera, La Stampa, Il Giorno, Avvenire, Jesus sono le maggiori testate.
Frequentemente invitato da varie reti televisive e radiofoniche in dibattiti e incontri su temi sociali di attualità, soprattutto tossicodipendenza, educazione, famiglia, emarginazione, negli anni novanta ha partecipato regolarmente a molti programmi televisivi italiani, dei quali il più popolare è stato Domenica In.
Da alcuni anni tiene su TV2000 la rubrica Lettera a don Mazzi, in cui risponde alle lettere inviate da giovani e famiglie. Tiene un programma annuale fisso su Odeon TV con il titolo Bussa alla mia Porta. Su RTL 102.5 ha la "pillola" infrasettimanale Don Mazzi dà i numeri.

## Riconoscimenti
Ha ricevuto tre lauree honoris causa in pedagogia, rilasciate dall'Università degli Studi di Palermo nel 1994, dall'Università degli Studi di Lecce nel 1996 e dall'Università degli Studi di Macerata nel 2004.

## Opere parziali
È autore di varie decine di libri. Tra i più recenti:
- Le parole di Papa Francesco che stanno cambiando il mondo, Milano, Cairo, 2015 ISBN 978-88-6052-631-1
- Spinocchio. Buona strada e non mollate mai, Cinisello Balsamo (MI), San Paolo, 2017 ISBN 978-88-922-1054-7
- Dio perdona con una carezza. Il dizionario di Papa Francesco, Milano, Cairo, 2017 ISBN 978-88-6052-783-7
- Amori e tradimenti di un prete di strada. Autobiografia, Cinisello Balsamo, San Paolo, 2017 ISBN 978-88-922-1162-9
- Il vangelo dei piedi, Milano, Edizioni Terra Santa, 2019 ISBN 978-88-6240-623-9
- Gesù uomo vero, Milano, Solferino, 2022 ISBN 9788828208983